# Iron Gwazi
Iron Gwazi (1999-2015: Gwazi) – hybrydowa (stalowo-drewniana) kolejka górska otwarta 11 marca 2022 roku w parku Busch Gardens Tampa w Stanach Zjednoczonych, powstała w wyniku przebudowy drewnianego roller coastera Gwazi z 1999 roku. Przebudowę prowadziło amerykańskie przedsiębiorstwo Rocky Mountain Construction. Ustanowiła rekord najbardziej stromego na świecie spadku na kolejce hybrydowej, który wynosi 91° (dotychczas 90° na kolejkach Zadra i Steel Vengeance) oraz najszybszej kolejki hybrydowej na świecie – 122,3 km/h (dotychczas Zadra, 121 km/h).

## Historia
Drewniany roller coaster Gwazi został otwarty 18 czerwca 1999 roku i został zbudowany przez firmę Great Coasters International. Była to kolejka górska typu dueling coaster, tzn. składała się z dwóch odrębnych torów, po których poruszały się pociągi, w kluczowych momentach zbliżając się do siebie na niewielką odległość, symulując pojedynek. Jeden z torów nosił nazwę Lion (kolor żółty), a drugi Tiger (niebieski).
Tor Tiger został zamknięty pod koniec 2012 roku, a Lion 1 lutego 2015 roku. Pociągi kolejki zostały przeniesione do siostrzanego parku Busch Gardens Williamsburg, gdzie zastąpiły stare pociągi kolejki InvadR.
12 września 2018 roku, podczas konferencji prasowej, park potwierdził, że kolejka Gwazi nie zostanie wyburzona, lecz zostanie przebudowana.
W grudniu 2018 roku park wystąpił z wnioskiem o pozwolenie na budowę do rady miasta Tampa, z którego wynikało, że wykonawcą remontu zostanie Rocky Mountain Construction.
Pod koniec 2018 roku rozpoczęły się pierwsze prace przy demontażu starej kolejki.
18 lutego 2019 roku park zapowiedział oficjalne ogłoszenie przebudowy w dniu 1 marca 2019 roku, z okazji swoich 60. urodzin.
1 marca 2019 roku park oficjalnie ogłosił przebudowę Gwazi, potwierdził firmę Rocky Mountain Construction jako wykonawcę przebudowy i podał, że Gwazi stanie się najwyższą hybrydową kolejką górską w Ameryce Północnej, a także najszybszą i najbardziej stromą kolejką hybrydową na świecie.
13 września 2019 roku park ogłosił nazwę kolejki po przebudowie – Iron Gwazi – a także podał oficjalne parametry konstrukcji.
14 października 2019 roku rozpoczęła się budowa stalowej konstrukcji głównego wzniesienia roller coastera.
27 listopada 2019 roku zamontowano najwyżej położony element wyciągu kolejki.
11 grudnia 2019 roku na szczycie najwyższego wzniesienia umieszczono zamiast tradycyjnej wiechy, choinkę bożonarodzeniową.
25 stycznia 2020 roku zmontowano i umieszczono na torze pierwszy z 2 pociągów kolejki.
7 marca 2020 roku zainstalowano ostatni element toru roller coastera.
29 lipca 2020 roku operator parku Busch Gardens Tampa, SeaWorld Parks & Entertainment, zapowiedział przełożenie otwarcia wszystkich atrakcji będących w budowie w 2020 roku na sezon 2021 w związku z rozwijającą się sytuacją epidemiczną.
W sezonie 2021 otwarcie Iron Gwazi zostało przełożone ponownie, tym razem na marzec 2022 roku.
11 marca 2022 roku roller coaster został otwarty dla gości parku.

## Opis przejazdu
Pociąg opuszcza stację i rozpoczyna wjazd na główne wzniesienie o wysokości 62,8 m, z którego zjeżdża pod kątem 91°, po czym skręca o ok. 270° w lewo, jednocześnie pokonując wysokie wzniesienie z wychyleniem na zewnątrz łuku (outerbanked turn), co daje silne przeciążenia ujemne. Następnie pociąg wykonuje podjazd na drugie wzniesienie z jednoczesnym skrętem o 90° w prawo, z którego szczytu zjeżdża pokonując pierwszą inwersję, będącą połączeniem lewoskrętnej beczki ze spadkiem (barrel roll downdrop). Pociąg skręca następnie o 90° w lewo z silnym pochyleniem do wewnątrz łuku (overbanked turn), niskie wzniesienie z jednoczesnym pochyleniem o 90° w prawo i przeciążeniami ujemnymi (wave turn), falisty zakręt o 180° w lewo i drugą inwersję – zero-g-stall – tj. połączenie parabolicznego wzniesienia z przetrzymanym przez kilka sekund odwróceniem pociągu, dające efekt nieważkości. Po pokonaniu slalomu połączonego z serią niskich wzniesień dających krótkie ale silne ujemne przeciążenia, pociąg zostaje wyhamowany i wraca na stację.

## Tematyzacja
Podpory w naturalnym kolorze drewna, tor jasnofioletowy. Logo i przedni wagon pociągu kolejki nawiązują do głowy krokodyla.

## Miejsce w rankingach
Iron Gwazi zdobył nagrodę Golden Ticket Award dla najlepszej nowej kolejki górskiej w 2022 roku, oraz zajął 4. miejsce w rankingu 50 najlepszych kolejek górskich wg Amusement Today.
| Golden Ticket Awards – Top 50 stalowych kolejek górskich | Golden Ticket Awards – Top 50 stalowych kolejek górskich | Golden Ticket Awards – Top 50 stalowych kolejek górskich |
| -------------------------------------------------------- | -------------------------------------------------------- | -------------------------------------------------------- |
| 2022                                                     | 2023                                                     | 2024                                                     |
| 4                                                        | 5                                                        | 5                                                        |